# Анартии

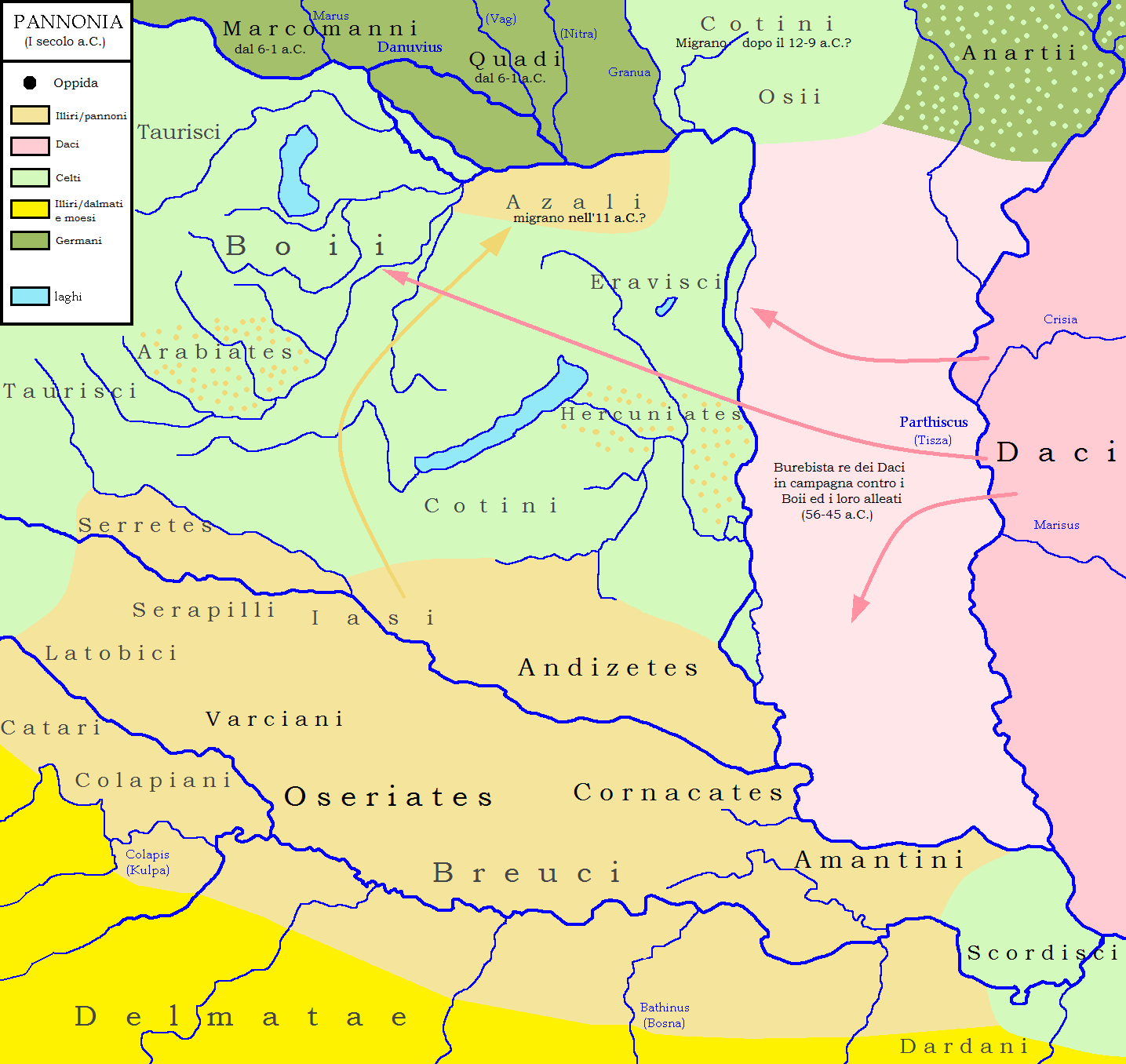
Паннония. Анартии — в верхнем правом углу.

Анарты (Anarti), или анартии (Anartii) или анартои (Anartoi), — кельтское племя, которое, согласно Птолемею, жило в Дакии (северо-западные территории современной Румынии), западнее таврисков и костобоков.
Анартов, вместе с даками, Цезарь назвал жителями края Герцинского Леса. Анарты, вероятно, были частью кельтского племени бастарнов. Некоторые группы Анартов занимали часть современной Словакии и юго-восточной Польши. Около 172 года они отказались поддерживать римлян в их войне с маркоманами. В наказание за это Марк Аврелий переселил их к римской провинции Нижней Паннонии.